# Бушиня Вас
Бушиня Вас (словен. Bušinja vas) — поселення в общині Метлика, регіон Південно-Східна Словенія, Словенія.